# Condado de Halcón
El condado de Halcón es un título nobiliario español creado por el rey Alfonso XIII en favor de Antonio Halcón y Vinent, alcalde de Sevilla y diputado a Cortes, mediante real decreto del 9 de octubre de 1913 y despacho expedido el 6 de mayo de 1914.

## Condes de Halcón
|                           | Titular                   | Periodo                   |
| Creación por Alfonso XIII | Creación por Alfonso XIII | Creación por Alfonso XIII |
| ------------------------- | ------------------------- | ------------------------- |
| I                         | Antonio Halcón y Vinent   | 1914-1963                 |
| II                        | José Halcón Moreno        | 1966-2023                 |

## Historia de los condes de Halcón

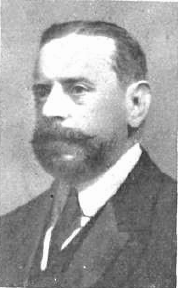
Antonio Halcón y Vinent, primer conde de Halcón

- Antonio Halcón y Vinent (1865-1963), I conde de Halcón, Gran Cruz del Mérito Agrícola.[1]

Casó el 20 de septiembre de 1912, en Sevilla, con Manuela García del Cid y Fernández de Céspedes (1872-1938), hija de Joaquina Fernández de Céspedes y Lafita y su esposo Manuel García e Íñiguez. Sin descendientes. El 3 de diciembre de 1966, tras solicitud cursada el 23 de marzo de 1965 (BOE del día 30 de ese mes) y orden del 8 de junio del mismo año para que se expida la correspondiente carta de sucesión (BOE del día 25), le sucedió el hijo de su sobrino Ignacio Halcón y Silva, marqués de Palomares de Duero, y, por tanto, su sobrino nieto:
- José Ignacio Halcón Moreno (1928-Badajoz, 5 de septiembre de 2023[6]), II conde de Halcón, capitán de infantería.[7]

Casó con Carmen Muñoz Villanueva. Su hijo, José Ignacio Halcón Muñoz ha solicitado la sucesión en el condado.